# 곤살로 페르난데스 데 코르도바
곤살로 페르난데스 데 코르도바(Don Gonzalo Fernández de Córdoba, Duke of Terranova and Santangelo, 간단하게 알려진 이름은 곤살로 데 코르도바(Gonzalo de Córdoba, 이탈리아어: Consalvo di Cordova, 1453년 9월 1일 ~ 1515년 12월 2일)는 산탄젤로와 테라노바 공작이다. 스페인 왕국의 장군으로 반세기 만에 스페인을 군사강국으로 만들어 놓았다. 대장군이라 불리는 존칭을 받았다. 역사학자의 일부는 1503년 체리뇰라 전투에서 보인 화력과 참호의 조합을 평가해 그를 "참호전의 아버지"(the Father of Trench Warfare)라고 불렀다.

## 어린 시절

### 출생과 성장
곤살로는 1453년 9월 1일 코르도바(Córdoba)에서 가까운 도시 몬티야(Montilla)에서 태어났다. 아버지는 아길라르 백작 돈 페드로 페르난데스 데 코르도바(Don Pedro Fernández de Córdoba, count of Aguilar), 어머니는 엘비라 데 에레라(Doña Elvira de Herrera). 돈 알론소라는 형이 있어 곤살로는 차남이었다. 가계는 왕가의 계파였던 엔리케스 가문에 속하였고, 대대로 카스티야 왕국의 제독을 배출하였다.
아버지는 곤살로가 어릴 때 죽었다. 아길라르 백작가문은 이전부터 카브라(Cabra) 백작가문과 대립관계에 있었기 때문에 이 죽음은 중대한 의미를 가지고 있었다. 카브라 백작가문은 2명의 형제가 어리다는 이유로 그들을 해치려고 노력했고, 한편 아길라르 백작가문의 신하들은 형제를 지키기 위해 대항했다. 차남인 곤살로의 입장은 특히 힘들었으나, 형이 매우 많은 노력을 기울여 그를 도와주었다. 한 때 교회에 들어갔으나, 성인이 되어 환속하여 궁정으로 출사했다. 처음 왕제인 알폰소를 섬겼으나 그가 죽은 후에는 이사벨 1세를 섬겼다.

### 카스티야 왕위 계승전
1474년 이사벨 1세가 카스티야 여왕으로 즉위하자, 포르투갈 왕 아폰수 5세는 아내 후아나 라 벨트라네하(엔리케 4세의 딸)의 계승권을 주장하며 카스티야를 침공했다. 국내의 후아나 지지파도 부상하여 내전도 발생하였다. 이 전쟁에서 곤살로는 산티아고 기사단의 기사단장 알론소 데 카르데나스(Alonso de Cárdenas)의 지휘 하에서 싸웠다. 알부에라 전투 후, 알론소 데 카르디나스는 곤살로가 항상 전선에 나서는 것을 칭찬하여 포상을 내려주었다. 곤살로는 호사스런 갑옷을 몸에 걸치고 있었기 때문에 매우 눈에 띄는 존재였다.
곤살로의 군인으로써 뛰어난 자질은 매우 빠른 시기에 나타나기 시작했다. 일개 장교에 불과했지만, 어느덧 장군보다 더 예민한 지성과 넓은 시야를 가지고 있었고, 또한 매우 참을성이 강했다. 한번 전투에 들어가면, 무모할 정도로 대담무쌍한 행동으로 주위를 놀래키기도 했다. 곧 그의 평판은 높아졌고, 항상 전선에 나타나는 곤살로는 병사들의 존경을 받으며, 그를 위해서 헌신을 아끼지 않았다고 한다. 전쟁의 향방은 이사벨 여왕의 남편 아라곤의 왕 페르난도 2세의 협력으로 인해 이사벨파가 우세했다. 1476년 토로 전투에서 포르투갈이 패배하였으나 이후 지리한 전쟁이 이어졌다. 1479년 양국은 종전을 위한 알카소바스 조약을 체결하였는데 포르투갈의 아폰수 5세는 이사벨의 왕위 계승을 인정하게 되었다.

## 그라나다 정복에서의 역할
1482년부터 카스티야는 이베리아반도에 남아있던 최후의 이슬람 국가 그라나다 왕국에 대한 침공을 개시했다. 이 전쟁에서 곤살로는 산티아고 기사단장이 된 형 돈 알론소의 지휘 하에 들어갔다. 상관인 형과 적극적인 의견을 교환했던 이 시기는 곤살로에게 있어 커다란 의미를 가지게 되었다. 전투는 도시를 둘러싼 공방전과 땅의 지리를 이용한 그라나다 군의 기습의 연속이었다. 양 군 모두 공병과 게릴라를 활발히 활용하였다.
곤살로의 공적으로써 여러 차례 언급되는 것은 이료라에서 이사벨 1세의 호위였다. 이사벨은 그라나다의 전황을 시찰하려고 전선관측소인 이료라로 향하고, 곤살로에게 호위를 명령했다. 이료라에 도착할때쯤 그라나다측의 수비대가 출격하자, 곤살로는 이사벨의 눈앞에서 이들을 격퇴했다. 이 때문에 이사벨은 곤살로를 높게 평가하게 되었다. 1492년 어느덧 10년에 걸친 전투 끝에 그라나다는 카스티야에게 항복하고, 이로써 레콩키스타는 완결되었다. 항복시 곤살로는 그라나다 측과 협정을 맺는 사신 중 한 명이 되었고, 전후 많은 영지를 하사받았다.

## 이탈리아 전쟁

### 제1차 이탈리아 전쟁
이 시점에서 곤살로는 대한 대부분의 평가는 아직까진 우수한 장교의 영역에서 벗어나지 않았으나, 이사벨 1세는 그의 충성심과 기량을 높게 평가했다. 1494년부터 시작된 이탈리아 전쟁에서 스페인군 사령관으로서 곤살로가 선택된 것은 무엇보다 이사벨의 개인적인 평가 때문이었다. 이탈리아에 상륙한 곤살로는 나폴리 왕으로부터 5,000명의 원군을 받게 되었다. 1495년 3월 31일 교황 알렉산데르 6세의 호소에 의해 신성 동맹이 결성되었고, 전황은 프랑스의 약세로 전환되게 되었다.
1495년 5월 26일 곤살로가 이끄는 스페인과 나폴리 연합군은 프랑스군과 이탈리아 남부 칼라브리아(Calabria)의 세미나라(Seminara)에서 교전을 벌였다. 프랑스군은 기병 600명과 스위스 창병 400명의 병력을 가진데 비해 연합군은 보병 1,000명, 기병 400명, 기타 나폴리의 의용병이 가세했다. 병력 숫자로 보면 연합군이 우세했지만 전투는 프랑스군의 승리로 끝났다. 즉 프랑스 기병의 공격으로 스페인 기병이 패퇴하고, 뒤이어 프랑스 기병은 스페인 보병대열에 돌격을 감행했다. 나폴리의 의용군은 패닉 상태에 빠져 후퇴를 시작했다. 연합군의 대열이 어지러워지자 스위스 창병이 전진해 끝장을 냈다. 이 시점에서 승패는 결정되었고, 곤살로는 전 군을 철수시켰다.
정확한 피해는 알 수 없지만, 명확한 것은 스페인군의 패배였다. 산악전 및 게릴라전이 주체인 레콩키스타를 경험했던 스페인군은 프랑스군의 기병과 스위스 창병의 혼성된 유기적 공격에 대항할 수 없었던 것이었다. 이 패배는 곤살로에게 있어 생애 유일하게 패배한 전투가 되었다. 곤살로는 패배의 원인을 스페인군의 편성에 있다고 생각하고, 이것을 변혁시킬 필요성을 강하게 느끼게 되었다.
1495년 7월 6일 포르노보 전투에서 신성 동맹군에게 패배한 프랑스군은 이탈리아에서 철수했다. 이로 인해 전투는 그대로 신성 동맹측의 승리로 끝났다. 곤살로는 이탈리아에 머물며 군대의 개혁에 착수했다.
세미나라 전투 시점의 스페인 군은 다음과 같은 모습이었다. 보병의 주요 장비는 검과 방패였다. 투사병기의 주력은 크로스 보우였고, 아르케부스(Arquebus; 초기 화승총)를 장비한 병사도 있었으나 그 숫자는 많지 않았다.
중장 기병은 주로 귀족과 그 부하들로 전체에서 차지하는 비율은 매우 적었고, 기타 대부분의 기병은 경장 기병이었다. 또 중장기병은 프랑스의 기병처럼 밀집하여 전투를 벌인 적이 없었다. 포병, 공병은 숫자는 많지만 질은 그리 좋지 못했다. 다만 2가지 점에서 스페인군은 타국에 비해 우세했다. 그것은 레콩키스타의 일반적인 전투형태였던 공성전 및 게릴라전에는 적당한 장비라는 것이다. 그러나, 이것은 이탈리아처럼 평야가 많은 토지에서 타국의 야전군과 싸우는 상황에서는 열세를 면치 못하는 것을 부정할 순 없었다.
이탈리아 전쟁에서 적이었던 프랑스군의 편성은 다음과 같았다. 보병의 주력은 창병이었다. 그중에도 스위스인 용병은 최정예로서 두려움의 대상이었다. 스위스 창병의 밀집대형을 무너뜨리는 것은 매우 곤란했고, 거기에 그들은 밀집대형인 채 그대로 돌격하기도 했다. 또한 스위스 창병정도는 아니지만, 대부분의 창병의 밀집대형은 기병의 돌격을 저지할 수 있었다. 창병을 지원하기 위한 투사병은 크로스보우를 장비하는 경우가 보통이었고, 아르케부스는 아직 숫자가 적어 이것은 스페인과 마찬가지 상황이었다.
중장기병은 프랑스군의 핵심이었다. 기동력과 충격력을 갖춘 중장기병은 적의 전열을 무너뜨릴 수 있는 유일한 존재였다. 다만, 창병의 밀집대형을 정면에서 무너뜨리는 것은 불가능했기 때문에 이동으로 적의 대형이 혼란스러울 때를 노려 돌격을 감행했다. 경기병은 정찰등에 사용되었고, 회전에서는 예비대로 돌려지는 경우가 대부분이었다. 프랑스군은 이탈리아 침공에서 다수의 포병을 데리고 다녔고, 주요 역할은 공성전에서 성벽의 파괴였다. 야전에서는 적의 대형을 무너뜨리는 것을 기대했으나, 당시 기술적 제약 때문에 연사가 되지 않았고, 또 이동에도 매우 많은 시간이 걸렸기 때문에 충분한 힘을 발휘하지는 못했다.
양쪽을 비교해본다면, 스페인군은 보병, 중장기병에서는 명확히 뒤쳐지고 있었다. 보병의 검은 휘두르기 위해서는 공간이 필요했고, 앞에서 찌르고 들어오기 좋은 창에 비해 밀집도가 낮았고, 또 사정거리도 짧았기 때문에 기병의 돌격에도 대항하지 못했다. 중장기병은 밀집도 되지 않아 적의 대형을 무너뜨리지 못하고, 수적 열세로 기병전에도 불리했다.
곤살로가 최초로 착수하기 시작한 것은 보병의 장비를 검에서 창으로 변경한 것부터였다. 창병에게는 밀집대형을 만들어 그 주위와 양익에 투사병을 얇게 배치했다. 그 다음 부대의 유연성을 높이기 위해 장교의 숫자를 늘렸다. 그때까지는 1명의 장교가 병사 100명에서 600명을 지휘했으나, 곤살로는 병사 300명마다 4명~6명의 장교를 배치시켰다. 하나의 부대에는 약 1,000명 전후로 구성한다는 생각도 가졌다. 이러한 부대는 코로넬리아(Coronelía)라고 불렀다. 후에 코로넬리아의 병사들은 증가했고, 유명한 테르시오(Tercio)로 변화하게 된다.
한편 기병에 관해서는 곤살로는 거의 손을 대지 않았다. 그 대신 곤살로는 공병을 이용해 기병의 기동력과 돌격력을 말살시킬 방법을 생각했다. 말하자면 참호와 토루였다. 적의 위협으로부터 보병 및 대포를 지키기 위해 인공물을 만들어 놓는다는 방법은 고전적인 성의 개념과도 같은 것이었다. 다시 말하자면 곤살로는 공성전에서 방어측의 전술을 야전에 집어 넣은 것이었다. 곤살로는 체리뇰라 전투에서 이 개념을 실천했고, 야전축성의 효과를 알게 되었다. 이 때문에 그를 참호전의 아버지라고 평가한 역사가도 있다.
곤살로의 새로운 군대의 실력을 시험하기 위한 최초의 기회는 프랑스가 아닌 오스만 제국을 상대로 이루어졌다. 곤살로는 나폴리 왕 페데리고 4세와 더불어 그리스로 원정을 갔고, 오스만 제국에게서 케팔로니아를 탈취했다. 1498년 곤살로는 스페인으로 귀국해 엘 그란 카피탄이란 칭호를 하사받고, 또한 산탄젤로 공작에 서임되었다. 그 후 국내에서 발생한 무어인의 반란을 진압했다.

### 제2차 이탈리아 전쟁
1499년 교황 알렉산데르 6세와 동맹을 맺은 프랑스군은 다시 이탈리아에 침공을 개시하고, 제2차 이탈리아 전쟁이 시작되었다. 프랑스왕 루이 12세는 제1차의 교훈을 활용해 적대세력을 멸망시키고자, 아라곤과 함께 나폴리 왕국의 분할을 노렸다. 아라곤 왕(겸해서 스페인 왕)인 페르난도 2세는 이를 받아들이고, 1500년 페데리고 4세를 퇴위시키고, 나폴리를 두 나라가 분할했다. 그러나 페르난도 2세는 모든 영토의 획득을 은밀히 노리고 있었다.
1501년 스페인군 사령관으로 선택된 곤살로는 다시 이탈리아에 상륙했다. 곤살로는 명확한 전략을 갖고 행동했다. 오판트 강 연안의 도시 바를레타로 군대를 진군시켜, 방어를 위해 이 땅에 캠프를 설치하고, 그 사이 게릴라전에 능한 병사들을 파견해 프랑스군 병참선의 단절을 노렸다. 적이 우세하다면 정면대결을 피하고, 프랑스군이 도발하더라도 넘어가지 않았다. 서서히 병참이 고갈된 프랑스군은 보급을 받을 수 있는 지방으로 군대를 분산시켰다. 이 기회를 노리고 곤살로는 공세에 나서 프랑스군의 보급거점이었던 체리뇰라를 급습했다. 그리고 유리한 지형을 선택해 야전진지를 구축했다. 프랑스군은 부대를 집결시켜 체리뇰라의 탈환을 노렸다. 1503년 4월 21일 양군이 상대한 체리뇰라 전투가 벌어졌다.
곤살로는 언덕 위에 진지를 세우고, 주위를 참호와 토루로 보강했다. 스페인군의 병력은 여러 설이 있지만, 기병 1,600명, 보병 6,000명 정도라고 생각된다. 기타 500명 전후의 아르케부스를 장비한 독일인 용병도 있었고, 이 부대는 막시밀리안 1세가 파견한 원군이었다. 대포는 13문. 이에 대해 루이 드 아르마냑이 이끄는 프랑스군은 기병 650명, 보병 7,000명, 대포 26문이었다. 보병의 주력은 스위스 창병이었지만, 총병도 존재했다. 프랑스군은 전날 경장병에 의한 방해로 충분한 정찰을 할 수 없었고, 참호의 존재를 알아채지 못했다.
최초로 움직이기 시작한 것은 프랑스군의 기병이었다. 루이 드 아르마냑은 빨리 결판을 짓기 위해 기병을 돌격시켰다. 곤살로는 기병이 참호에서 정지할 때쯤 대포를 일제히 발사하게 하여 혼란을 일으켰으나, 돌연 스페인군의 화약고 중 하나가 폭발하고, 놀란 포병은 예정보다 일찍 일제히 발사하기 시작하고 말았다. 그러나 곤살로는 화약고의 폭발을 보고도 당황하지 않고, “좋은 것을 알았다. 저것은 승리의 빛이다”라고 말했다고 한다.
대포의 일제 사격은 실패했으나, 독일 용병이 힘을 발휘해 참호에서 정지된 기병을 화력으로 제압했다. 이 사격으로 인해 프랑스의 기병 지휘관이 전사했다. 계속해서 루이 드 아르마냑은 보병을 전진시켰다. 스위스 창병은 참호를 돌파하려고 3번에 걸쳐 돌격을 시도했으나, 아무 성과 없이 모두 격퇴되어 스위스 창병의 지휘관도 전사했다. 상당한 피해를 입은 프랑스군은 철수를 시작했고, 곤살로는 즉시 추격을 벌였다. 프랑스군 사령관 루이 드 아르마냑은 추격한 기병에게 살해되었고, 또한 많은 프랑스군 병사가 살해되었다. 이 전투에서 프랑스군의 피해는 3,000명을 넘었고, 한편 스페인군의 피해는 100명 전후에 불과했다. 스페인군은 프랑스가 유기한 대포를 전부 획득했다.
체리뇰라 전투는 결정적인 전투가 되었다. 곤살로는 같은해 나폴리 전 지역을 제압했으며 프랑스군은 나폴리에서 철수 하였다. 이로써 제2차 이탈리아 전쟁은 종결되었다. 또한 이것은 군사상으로도 중요한 전투였다. 철저히 공성전의 기술을 기초로 하여 화력으로 중장기병을 격파한 것의 의미는 매우 크다. 이 때부터 야전축성과 화력을 조합한 전술이 일반화하게 되었다.

## 말년

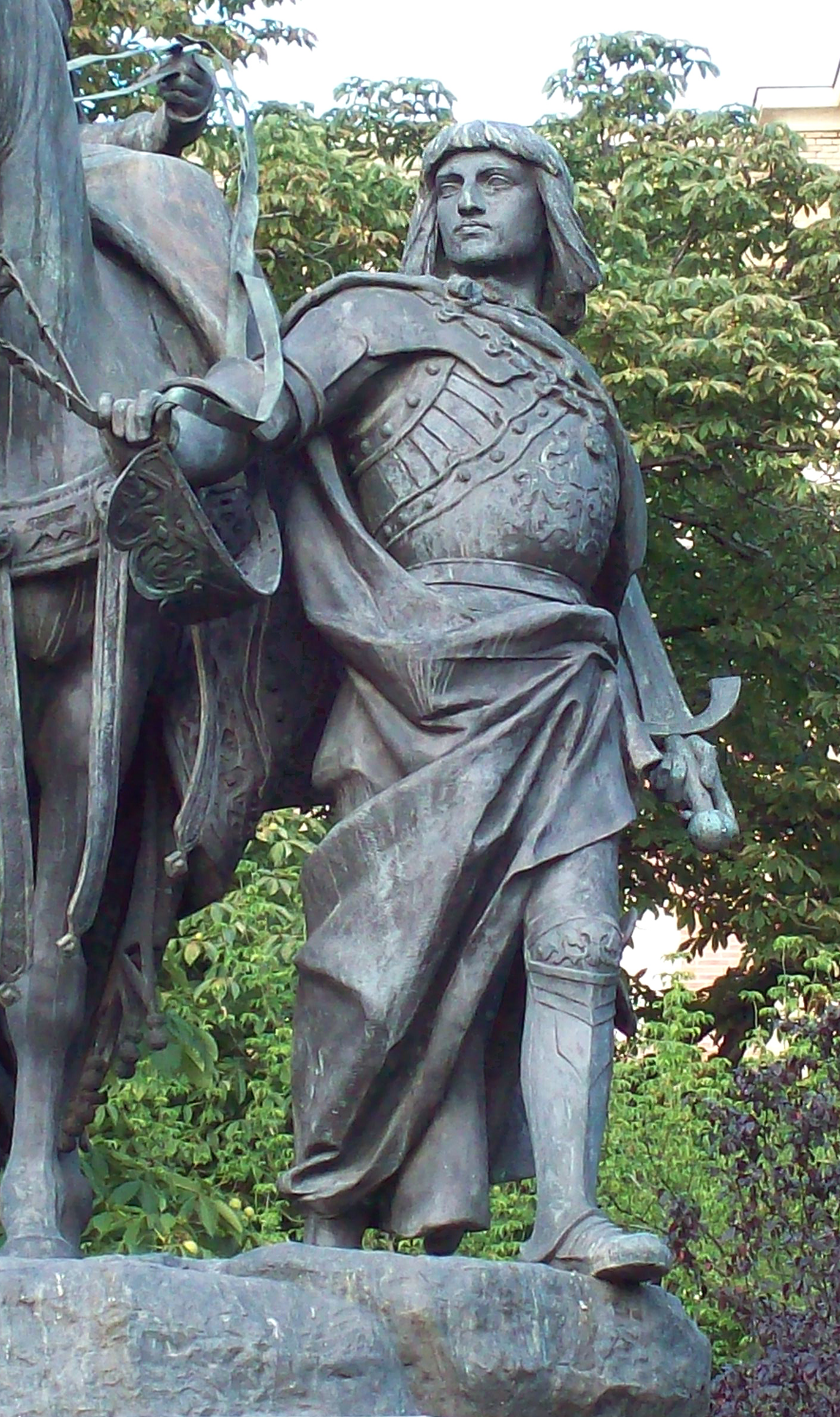
1883년 마드리드에 건립된 코르도바의 동상.

곤살로는 1507년까지 나폴리의 총독으로 통치했다. 그러나 그의 공적이 매우 컸기 때문에 페르난도 2세의 질시와 의심을 초래했다. 1504년 이사벨 1세의 죽음은 곤살로에게 있어 신뢰할 수 있는 후견인의 상실을 의미했다. 곤살로는 공공기금에서 군대와 자신의 급료를 위해 꺼내 썼지만, 그 관리는 등한시했다. 페르난도 2세는 이것을 절호의 구실로 삼아, 곤살로를 해임시키고, 그 후 어떠한 직책에도 임명하지 않았다. 1515년 곤살로는 스페인의 로하에서 사망했다.

## 평가
곤살로는 말할 필요도 없이 당대 초일류의 장군이었다. 패배를 겪었던 것은 세미나라 전투 한 번 뿐이지만, 거기서 그는 교훈을 얻어 다음 전투에 반영했다. 체리뇰라 전투는 야전축성을 효과적으로 사용했고, 중장기병을 야전에서 화력으로 격파한 초기의 전투사례가 되었다. 그러나 이것으로 그를 화력전의 선구자로 보는 견해는 정확하지는 않다. 체리뇰라에서 곤살로가 중시한 것은 포병의 일제사격이었고, 총병에게는 거의 기대하지 않았다. 아르케부스 병사가 막시밀리안 1세가 파견한 독일인 용병이란 사실이 이를 나타낸다. 승리의 원인은 야전축성에 의해 적을 공성전으로 끌어들인 것에 있고, 이것은 레콩키스타에서 공성전의 경험을 쌓은 스페인 군에 있어서 최적의 전술이었다. 공성전에서 화기는 이미 일반적인 무기가 되었고, 화기는 아니지만 크로스보우도 같은 효과를 발휘한 것으로 생각된다.
체리뇰라 이후, 스페인군에서 중간을 차지하던 총병의 비율은 증가했으나, 이것은 적인 프랑스군도 마찬가지였다. 그리고 또 전술면에서도 야전축성은 일반적인 것이 되었다. 결과적으로 16세기 전장은 참호를 끼고 양군이 서로 바라보는 광경이 여러 차례 보이게 된다. 이러한 상황이 변화되는 것은 17세기 구스타브 2세 아돌프의 등장까지 기다리지 않으면 안 되었다.
그러는 중에도 곤살로의 개혁의 의미가 사라지는 것은 아니다. 코로넬리아는 이윽고 테르시오로 변화했고, 테르시오는 16세기부터 17세기에 걸쳐 유럽에서 최정예의 집단으로 두려움의 대상이 되었다. 또한 그가 장교의 숫자를 늘린 것도 중요했다. 장교 숫자의 증가로 부대의 유연성을 높이는 방법은 유럽에서 일반화되었을 때 각국에서 사관학교가 만들어지게 되었다. 합스부르크 제국을 건설한 카를 5세의 군대를 이끌던 장교들은 이런 사관학교 출신이었다. 곤살로는 16세기 스페인 번영의 씨앗을 뿌렸던 위대한 인물이었던 것이다.

## 같이 보기
- 테르시오

### 참고 서적
- 본 문서에는 현재 퍼블릭 도메인에 속한 브리태니커 백과사전 제11판의 내용을 기초로 작성된 내용이 포함되어 있습니다.
- Hugh Thomas, The Conquest of Mexico, 1993, ISBN 1-84413-743-0